# 自由迪克西电台
自由迪克西电台（英語：Radio Free Dixie）是1961年至1965年期间存在的一家面向美国播出的秘密电台，总部位于古巴哈瓦那。

## 简介
自由迪克西电台由美国黑人民权运动领袖罗伯特·F·威廉姆斯于1961年流亡古巴后创办。电台节目以新闻、评论和灵魂乐为主，使用690kHz向美国播出，功率50kW。该台积极主张美国黑人进行抗争，反对种族主义和白人至上主义。
1965年，由于威廉姆斯受毛泽东邀请前往中国，电台停播。